# Триводици
Триводици (болг. Триводици) — село в Болгарии. Находится в Пловдивской области, входит в общину Стамболийски. Население составляет 1337 человек (на 15 декабря 2010 года). Село находится на берегу реки Марица, на противоположном берегу реки расположено село Хаджиево в Пазарджикской области.

## Политическая ситуация
В местном кметстве Триводици, в состав которого входит Триводици, должность кмета (старосты) исполняет Симеон Йорданов Димитров (Болгарская социалистическая партия (БСП)) по результатам выборов правления кметства.
Кмет (мэр) общины Стамболийски — Иван Илиев Атанасов (Земледельческий народный союз (ЗНС)) по результатам выборов в правление общины.